# Animal Crossing (jeu vidéo)
Animal Crossing (どうぶつの森, Dōbutsu no Mori) est un jeu vidéo de simulation de vie développé par Nintendo EAD. Il est édité au Japon par Nintendo en avril 2001 pour la console Nintendo 64. Il est porté sur GameCube fin 2001 au Japon et sort en Occident à partir de 2002. Une réédition sur iQue Player sort en Chine, sous le nom Animal Forest,.
Dans ce jeu, le joueur emménage dans un village de campagne habité par des animaux aux caractères bien distincts. Il introduit un nouveau type de jeu dérivé du collect them up : le but est de rendre tous les habitants heureux, de créer des vêtements et des décorations et de collectionner des objets (meubles, tapis, vêtements, fossiles…). Le jeu se déroule en temps réel, les minutes et les heures étant synchronisées avec la vie réelle (heure de la console), ainsi que les jours, les mois et les saisons. Il est également possible de fêter Noël et tous les autres événements (américains) avec les villageois.

## Système de jeu

### Déroulement du jeu
Le joueur peut choisir le sexe mais pas l'apparence de son personnage. Tom Nook, un tanuki dans la version japonaise, ou un raton laveur, dans les versions US et Europe, offre une petite maison qu'il faudra rembourser. Une fois la petite maison remboursée, Nook propose de l'agrandir, moyennant un prêt à rembourser. Quand ce sera fait, la maison peut s'agrandir encore, ensuite avoir un étage…
La seule action « obligatoire » de ce jeu : rembourser la maison de Nook.
D'ailleurs, au fur et à mesure que le joueur achète des articles dans son magasin, ce dernier peut s'agrandir d'une petite cabane à un énorme centre commercial avec étage… Bien sûr, l'évolution du magasin est longue. Voici les stades différents:
- Boutique Nook : cabane de bois,
- Nookoprix : petit magasin blanc,
- Super Nook : grand magasin vert,
- Hyper Nook : grand magasin comprenant un rez-de-chaussée où on peut trouver des plantes ou des objets pratiques (canne à pêche, filet...) et un étage dirigé par les deux neveux de Tom Nook (Méli et Mélo) où ils vendent des objets, des murs, des sols et de la peinture pour repeindre son toit, avec aussi Ginette (un caniche rose) qui pourra changer la coiffure du personnage, seulement dans la version DS.

Il est possible de gagner des clochettes (la monnaie du jeu),(si vous avez une pelle en or, enterrez au minimum une bourse de 1 000 clochettes et un arbre poussera, ou, au lieu des fruits, il y aura de clochettes !! ) utiles pour rembourser Tom Nook ou acheter des objets dans sa boutique, en réalisant des petits boulots, d'abord auprès de Tom Nook puis auprès des autres habitants, ou en ramassant des objets. Frapper dans un rocher avec une pelle ou secouer un arbre peut permettre de faire tomber des sacs, pouvant contenir de 100 à 16 000 clochettes pour les rochers (pour obtenir le maximum, faites un trou juste derrière vous et appuyez sur le bouton a sans vous arrêtez en frappant le rocher jusqu’à ce que plus une seule bourse ne sorte) et n'allant que jusqu'à 100 clochettes pour les arbres.
Il est également possible de pêcher des poissons avec une canne à pêche, ainsi que d'attraper des insectes avec un filet, les animaux ainsi capturés ayant une valeur variable. Ces découvertes peuvent être vendues auprès de Tom Nook, offertes au musée du village ou laissées comme décoration dans la maison. Tout autant que les fossiles, qui peuvent être déterrés avec la pelle. Les fossiles valent très cher chez Tom Nook. Les différents poissons et insectes qu'il est possible d'attraper changent en fonction des saisons, ce qui apporte un intérêt au jeu à long terme.
En résumé, il n'est pas nécessaire de jouer longtemps, mais plus ou moins indispensable de jouer tous les jours, surtout lors des événements particuliers (concours, fêtes, anniversaires, etc.). Le village évolue au cours du temps et des habitants déménagent ou s'installent de manière régulière.
Le joueur peut créer jusqu'à quatre personnages qui habiteront dans des maisons voisines (GameCube) ou dans la même maison (DS). Il est possible d'envoyer des lettres aux habitants ou aux amis vivant dans le village.
Plusieurs styles de meubles sont disponibles pour meubler l'intérieur du joueur. En respectant les principes du feng shui, le joueur pourra obtenir des effets lui facilitant la découverte d'objets ou d'argent. Il sera aussi noté sur la décoration de sa maison.
La collecte d'objets constitue donc un des points principaux du jeu. Mais il joue également sur une simulation de vie sociale vis-à-vis des autres habitants du village et des autres joueurs d’Animal Crossing, avec le courrier, les discussions dans la structure de la ville, les voyages et les échanges d'objets avec d'autres joueurs au travers de communauté Internet ou des amis du joueur. 144 animaux existent (tous les personnages sont des animaux sauf les joueurs) mais il n'y a que 7 ou 8 habitants dans le village qui déménagent et emménagent de temps en temps ; sans compter les personnages spéciaux qui parfois viennent dans le village...
Le joueur peut aussi cueillir des fruits (pommes, oranges, cerises, poires, noix de coco, pêches). Un seul d'entre eux sera défini pour la ville au début du jeu (excepté les noix de coco qui se trouveront au bord de la plage). Il est possible de faire de l'argent (clochettes) grâce à eux. Toutefois, il est possible de planter d'autres fruits trouvés dans les villes que vous avez visitées. En effet, ce jeu constitue plusieurs astuces comme : envoyer une lettre avec inscrit dessus Fruit, puis envoyer le fruit de la ville.
Notamment la mère du personnage pourra aussi vous envoyer un fruit différent pour chaque nouvelle saison.

### Connectivité GBA
Il est possible en disposant du jeu sur la GameCube, d'une Game Boy Advance et d'un câble connectant les deux consoles de se rendre sur une île composée de 1 à 3 lopins où le joueur disposera d'une cabane, pourra rencontrer un nouvel habitant parmi 15 différents et récolter des noix de coco. Il existe aussi des astuces pour s'enrichir rapidement grâce à cette île. Il est également possibles de créer des motifs depuis la Game Boy Advance transférables sur la GameCube.
Via le Nintendo e-Reader de la console portable, Nintendo a également publié de nouveaux objets et jeux pour Animal Crossing via une e-card, vendues à quelques centaines d'exemplaires,.

### Jeux NES jouables
Le joueur pourra aussi jouer à des jeux NES (seulement dans Animal Crossing: Population Growing sur Gamecube) autant que souhaité une fois trouvés. Les jeux pouvant être collectionnés sont :
- Pinball
- Golf
- Balloon Fight
- Tennis
- Baseball (seulement en allant sur l'île via la GBA)
- Donkey Kong
- Donkey Kong 3 (en allant sur le site officiel d'Animal Crossing)
- Wario's Woods (seulement en allant sur l'île via la GBA)
- Donkey Kong Jr. (en allant sur le site officiel d'Animal Crossing)
- Donkey Kong Jr. Math
- Soccer (en allant sur le site officiel d'Animal Crossing)
- Excitebike
- Clu Clu Land
- Clu Clu Land D (en allant sur le site officiel d'Animal Crossing)
- Punch-Out!! (en allant sur le site officiel d'Animal Crossing)

Quatre jeux ne peuvent être obtenus qu'avec un Action Replay ou un e-Reader :
- Ice Climber (e-Reader ou Action Replay)
- Mario Bros. (e-Reader ou Action Replay)
- The Legend of Zelda (Action Replay)
- Super Mario Bros. (Action Replay)

## Bande-son
Tous les soirs à partir de 20 heures, Kéké Laglisse (un chien chanteur) se transforme en DJ ou en chanteur le samedi, et vient interpréter une chanson ou jouer des disques de son répertoire. Durant la musique les noms de l'équipe de développement apparaissent : c'est le seul moyen de voir le générique du jeu. Une fois la chanson terminée, Kéké donne au joueur un enregistrement pour pouvoir la mettre dans sa radio et l'écouter plus tard. Au total, il y a 73 chansons différentes. Elles sont composées par le compositeur et doubleur japonais Kazumi Totaka.
Toutes ces musiques sont aussi sur Animal Crossing: New Leaf.

## Versions
Le titre original japonais Dōbutsu no Mori signifie littéralement « Forêt d'animaux » mais a été rebaptisé Animal Crossing aux États-Unis et en Europe. Cette dénomination est issue d'un jeu de mots se référant aux panneaux routiers mettant en garde contre les soudaines apparitions d'animaux sur la chaussée. Cette version proposant du contenu supplémentaire, elle a été réadaptée exclusivement au Japon sous le nom Dōbutsu no Mori e+.
À l'origine, le jeu aurait dû sortir sur la Nintendo 64 pour les versions américaines et européennes, mais après de nombreuses dates repoussées et d'approximations, le jeu aura été finalement porté sur la GameCube en 2002 et 2004, avec quelques améliorations et rajouts.
La dernière version du jeu, Animal Crossing New Horizons, est parue le 20 mars 2020.

## Suites
Le jeu a connu plusieurs suites :
- Animal Crossing: Wild World sur Nintendo DS,
- Animal Crossing: Let's Go to the City / City folk sur Wii,
- Animal Crossing: New Leaf sur Nintendo 3DS
- Animal Crossing: New Horizons sur Switch,

ainsi que certains opus dérivés de la série : 
- Animal Crossing: Happy Home Designer sur Nintendo 3DS ,
- Animal Crossing: Amiibo Festival sur Wii U Animal Crossing Plaza (en) sur Wii U
- Animal Crossing: Pocket Camp sur App Store et Google Play.

## Postérité
Le jeu a connu de nombreuses suites, principales et dérivées.
Le 16 décembre 2006, un long métrage anime Animal Crossing a vu le jour au Japon.
On retrouve aussi beaucoup de contenu Animal Crossing dans les jeux de la série Super Smash Bros. :
- Dans Melee, trois personnages (Kéké, Tom Nook et Resetti) sont des trophées à collectionner.
- Dans Brawl, beaucoup plus de personnages apparaissent en trophées à collectionner. Resetti lui est devenu un trophée aide. On retrouve également un terrain du nom de Smashville, ainsi qu'un piège en objet.
- Dans For 3DS / For Wii U, on retrouve comme d'habitude des trophées à collectionner, ainsi que les objets piège et nid d'abeille. Le terrain Smashville fait également son retour, accompagné de deux nouveaux : Tortiland et Ville & Centre-Ville. De plus, le villageois (avatar incarné par le joueur) apparaît en tant que personnage jouable. Marie quant à elle est un trophée aide, et on peut aussi débloquer sa tenue pour les combattants Miis.
- Dans Ultimate, tous les éléments cités ci-dessus sont disponibles dans ce jeu. Les seuls changements sont les trophées aide qui deviennent des esprits à collectionner, et un nouveau trophée aide (Amiral). De plus, le personnage de Marie devient un combattant jouable.